# Lara Croft
Lara Croft és la protagonista de la franquícia de videojocs, pel·lícules i còmics Tomb Raider. Fou dissenyada originalment per Toby Gard, i al llarg de la saga, el seu aspecte ha anat patint lleugers canvis.
Nota: Aquesta és la biografia segons els cinc primers videojocs de la saga. La biografia que correspon al Tomb Raider:Legend i posteriors, és lleugerament diferent.

## Biografia
Filla de Lord Henshingly Croft, la Lara va néixer en el segur món de l'aristocràcia rodejada de tennis, majordoms i corgis. Però tot això va començar a canviar quan va començar a anar a l'escola de Gordonstoun i va trobar les muntanyes d'Escòcia.
Més tard, a la Swiss Finishing School, va aprendre l'art de l'esquí extrem i va passar a les muntanyes de l'Himàlaia buscant un terreny diferent. A la tornada, l'avió on anava va xocar entre les muntanyes i ella va ser l'única supervivent.
Dues setmanes més tard, quan va arribar a un poblet de muntanya (Tokakeriby), les seves experiències havien tingut un profund efecte en ella. Incapaç d'estar en l'asfixiant societat britànica de classe alta durant més temps, es va adonar que només estava viva de veritat quan viatjava tota sola.
Malgrat aquest canvi de vida dràstic, la Lara encara reté l'essència de la seva educació, més notable amb la seva cortesia i el seu accent de classe alta.
Els pares de la Lara, encara que havien tingut esperances del seu casament amb el Comte de Farringdon, estaven menys convençuts del seu estil de vida triat. El Comte encara està esperant.
De mentre, a Anglaterra la Lara viu a una mansió a Surrey que va heretar fa uns quants anys. Durant un temps ella no li va veure gran utilitat, però ara s'adona que és el més pràctic per emmagatzemar tots els artefactes que ha anat adquirint en els seus viatges.

## Educació
- Dels 3 als 11 anys, amb un professor particular.
- Dels 11 als 16 anys, a l'escola superior per noies de Wimbledon.
- Dels 16 als 18 anys, a l'internat de Gordonstoun.
- Dels 18 als 21 anys, a la "Finishing School" a Suècia.

## Personal
Pel·lícules preferides:
Deliverance.
Aguirre, Wrath of God.
Música preferida:
La Lara va ser criada per a apreciar la música clàssica, però des que ha sigut convidada a un viatge "Popmart" d'U2, es va fer una fan de la seva música. Li van presentar els sons de Nine Inch Nails i ho considera "good easy music". Troba música "trance" en general bona per a entrenar.
Menjar preferit:
Malgrat havent sigut una cuinera competent durant els seus dies a la "Finishing School" i havent tastat la majoria de les delícies exòtiques del món, usualment opta per mongetes amb pa torrat quan està a casa.
Transport preferit:
Una moto Norton Streetfighter.
Aficions:
Qualsevol esport de repte. Té un interès particular en experimentar amb diferents formes de transport molt radicals. També ha admès de cosir un tipus de tapís de Bayeaux sobre les seves pròpies aventures mentre està a casa.
Ambicions:
Amb les seves capacitats físiques úniques, està segura de poder trencar molts rècords atlètics mundials sense veure-hi un repte. La seva ambició principal és estar en l'indefinit món de les tombes i del passat.
No obstant això, també ha desenvolupat certa consideració pels intents de Brian Blessed d'escalar l'Everest. Si ell no ho aconsegueix mai, està decidida a portar-lo allà dalt.
Herois:
Tots els grans personatges antics que es respectaven prou a si mateixos com per a dissenyar complicades tombes per ser-hi enterrats. "Ningú va a molestar més així..."
La seva por:
El corgi de la seva tieta, que l'ha mossegada uns quants cops, sobre el qual, per una vegada, hi ha poca cosa que pugui fer.

## Interpretació

### Videojocs
Cinc actrius han donat veu a Lara Croft en anglès al llarg de tota la saga:
- Shelley Blond a Tomb Raider
- Judith Gibbins a Tomb Raider II i Tomb Raider III
- Jonell Elliott a Tomb Raider: The Last Revelation, Tomb Raider Chronicles i Tomb Raider: The Angel of Darkness
- Keeley Hawes a Tomb Raider: Legend, Tomb Raider: Anniversary i Tomb Raider: Underworld
- Charlotte Asprey va donar veu a Lara de petita en les seqüències de flashback de Tomb Raider: Legend

En el proper videojoc Tomb Raider: Underworld, la gimnasta olímpica Heidi Moneymaker ha realitzat les captures de moviment per la protagonista.

### Pel·lícules i animació
Lara Croft ha estat interpretada per l'actriu Angelina Jolie en les pel·lícules Tomb Raider (2001) i Tomb Raider: The Cradle of Life (2003) i Rachel Appleton va interpretar a Lara de petita en la primera pel·lícula. En l'animació del 2007 Re\Visioned: Tomb Raider Animated Series, Minnie Driver se'n va encarregar de donar veu a la protagonista. Pròximament, a principis del 2018 s'estrenarà una nova pel·lícula que presenta un reinici de la vida de Lara Croft, basada en el videojoc del 2013 del mateix nom Tomb Raider, on la protagonista esdevé l'heroïna que tots coneixem a base de sobreviure a l'illa de Yamatai.

### Models
La protagonista ha estat caracteritzada per les següents models per a promocions i aparicions públiques:
- Katie Price "Jordan", va interpretar a Lara Croft en ECTS abans que es realitzés el casting oficial.[3]
- Nathalie Cook (1996-1997)
- Rhona Mitra (1997-1998)
- Vanessa Demouy (1997), contractada per realitzar una sessió de fotos d'una revista de videojocs francesa.
- Nell McAndrew (1998-1999), despatxada després de posar nua per la revista Playboy.
- Lara Weller (1999-2000)
- Ellen Rocche (2000), contractada per promocionar The Lost Artifact per una distribuïdora brasilera de jocs Eidos.
- Lucy Clarkson (2000-2002)
- Jill de Jong (2002-2004)
- Karima Adebibe (2006-2008)
- Alison Carroll (2008 fins a l'actualitat)[4][5]

Moltes de les models es van unir en un reportatge de la revista FHM del maig de 2007 per celebrar el llançament de Tomb Raider: Anniversary.